# Квіткірісцкаро
Квіткірісцкаро (груз. ქვითკირისწყარო) — село в Грузії.
За даними перепису населення 2014 року в селі проживає 22 особи.